# تونیوگماتولچ
تونیوگماتولچ (به مجاری:  Tunyogmatolcs) یک منطقهٔ مسکونی در مجارستان است که در سابولچ-ساتمار-برگ واقع شده‌است. تونیوگماتولچ ۲۶٫۲۸ کیلومتر مربع مساحت و ۲٬۴۳۰ نفر جمعیت دارد.